# Herbertsdale
Herbertsdale is een dorp met 700 inwoners, in de Zuid-Afrikaanse provincie West-Kaap. Herbertsdale behoort tot de gemeente Mosselbaai dat onderdeel van het district Tuinroute is.

## Subplaatsen
Het nationaal instituut voor de statistiek, Stats SA, deelt sinds de census 2011 deze hoofdplaats in in zogenaamde subplaatsen (sub place), c.q. slechts één subplaats:
Herbertsdale SP.